# Webera alticaulis
Webera alticaulis är en bladmossart som först beskrevs av C. Müller, och fick sitt nu gällande namn av Kindberg 1889. Webera alticaulis ingår i släktet Webera och familjen Bryaceae. Inga underarter finns listade i Catalogue of Life.